# Metavermilia taenia
Metavermilia taenia é uma espécie de anelídeo pertencente à família Serpulidae.
A autoridade científica da espécie é Zibrowius, tendo sido descrita no ano de 1971.
Trata-se de uma espécie presente no território português, incluindo a sua zona económica exclusiva.